# كايل بيري
كايل بيري (بالإنجليزية: Kyle Perry) (5 مارس 1986 برمنغهام المملكة المتحدة - ) هو لاعب كرة قدم بريطاني يلعب كمهاجم.

## وصلات خارجية
كايل بيري على موقع قاعدة بيانات كرة القدم.إي يو (الإنجليزية)
- كايل بيري على موقع Soccerbase.com (لاعب) (الإنجليزية)
- كايل بيري على موقع Soccerway.com (الإنجليزية)